# Alexander Artschilowitsch Imeretinski

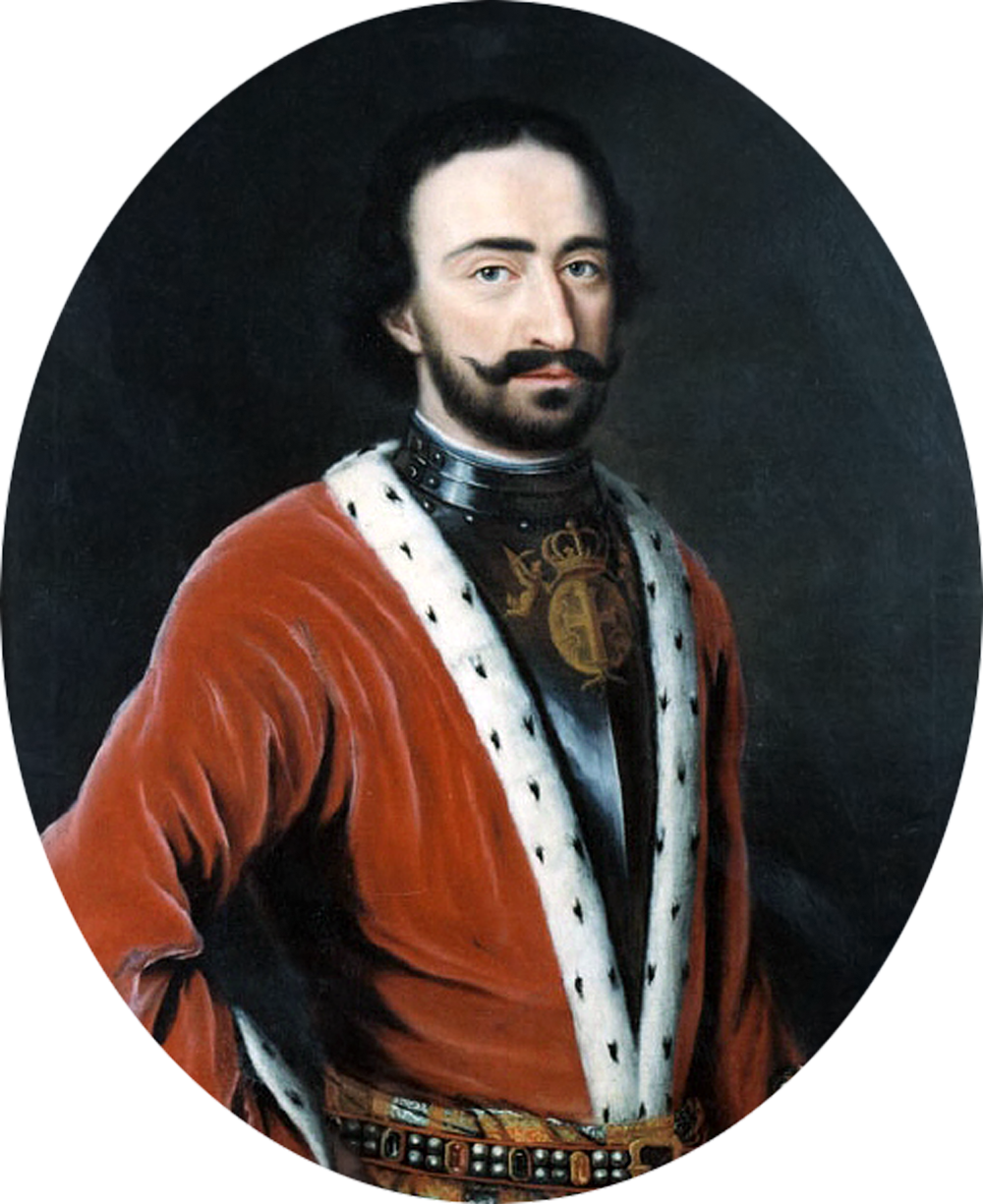
Alexander Artschilowitsch Imeretinski, Ölgemälde von Peter Martin van Mytens

Fürst Alexander Artschilowitsch Imeretinski (georgisch ალექსანდრე ბაგრატიონი, russisch Александр Арчилович Имеретинский, auch bekannt als Zarewitsch Aleksandr Archilovich Imeretinsky; * 1674 in Tiflis; † 20. Februar 1711 in Riga) war ein georgischer Fürst des Königreichs Imeretien, der als Emigrant in Russland lebte und später als Artillerie-Kommandeur unter Zar Peter I. von Russland diente. Während des Großen Nordischen Krieges wurde er nach der verlorenen Schlacht bei Narva gefangen genommen und verbrachte zehn Jahre in der schwedischen Gefangenschaft. Er starb auf dem Weg zurück nach Russland.

## Biographie
Er wurde in Tiflis als georgischer Fürst von Imereti und Abkömmling der Georgischen Bagratiden geboren. Er entfloh der Anarchie in seinem Land ins Russische Zarentum. Nach 1684 wurden Alexander und sein Bruder, Mamuka (gestorben 1693), in Moskau unter der Schirmherrschaft der Knjas Fedul Wolkonsky und Djak Iwan Kasarinow genommen. Alexander freundete sich mit dem jungen russischen Zarewitsch Peter I. bei dessen Kriegsspielen an. Im Jahr 1690 nahm Alexander beim vergeblichen Versuch seines Vaters teil, den Thron von Imereti zurückzugewinnen. Im Jahre 1697 begleitete er Peter bei der Großen Gesandtschaft nach Europa. Er studierte das Artilleriewesen in Den Haag und nach seiner Rückkehr nach Russland wurde er als erster russischer Offizier in den Rang eines Generalfeldzeugmeisters befördert. Mit dem Ausbruch des Großen Nordischen Kriegs, in dem Russland gegen Schweden kämpfte, erhielt Imeretinski das Kommando der russischen Artillerie (diese bestand aus 145 Geschützen und 28 Haubitzen). In der katastrophalen Schlacht von Narva wurde die ganze russische Artillerie von den siegreichen Schweden erobert. Alexander wurde nach Stockholm gebracht, wo er zehn Jahre als Kriegsgefangener zubrachte, bis er von Peter I. im Jahre 1710 freigekauft wurde. Bereits schwerkrank, starb er in Riga, während seiner Rückreise nach Russland. Er wurde im Donskoi-Kloster in Moskau beigesetzt.